# Lorenzo Martínez
Lorenzo Martínez (né le 5 septembre 1951) est un joueur de volley-ball cubain. Il participe aux Jeux olympiques d'été de 1972 et aux Jeux olympiques d'été de 1976. Lors de ces derniers, il remporte la médaille de bronze. Pendant la compétition, il joue les six matchs.

## Palmarès

### Jeux olympiques
- Jeux olympiques de 1976 à Montréal,  Canada
  -  Médaille de bronze.